# If Stockholm Open 2010
If Stockholm Open 2010 — тенісний турнір, що проходив на кортах з твердим покриттям у місті Стокгольм, Швеція з 18 жовтня . Належав до категорії ATP World Tour 250.

## Фінальна частина

### Одиночний розряд
Роджер Федерер —  Флоріан Маєр (тенісист) 6–4, 6–3

### Парний розряд
Ерік Буторак /  Жан-Жульєн Роєр —  Юган Брунстрем /  Яркко Ніємінен 6–3, 6–4